# Yann Bisseck
Yann Aurel Ludger Bisseck (Colônia, 29 de novembro de 2000) é um futebolista alemão de ascendência camaronesa que atua como zagueiro. Atualmente joga pela Internazionale.

## Carreira

### Início no Köln e empréstimos
Bisseck fez sua estreia profissional na partida entre Köln e Hertha Berlim, em novembro de 2017, aos 16 anos, 11 meses e 28 dias, tornando-se o mais jovem jogador a entrar em campo em uma partida oficial dos Bodes e também o mais jovem alemão a fazê-lo, além de ser o segundo jogador mais novo a disputar uma partida da Bundesliga. Em 2018, disputou 15 jogos e marcou 2 gols pelo time B do Köln
Em janeiro de 2019, foi emprestado ao Holstein Kiel até o término da temporada. Ele disputou apenas 3 partidas pelo time principal e chegou a ser "rebaixado" ao time reserva, onde atuou 5 vezes antes de ter o empréstimo encerrado. No mesmo ano, foi cedido ao Roda JC, que disputava a Eredivisie na época, onde atuou em 10 partidas e marcou um gol.
Para a temporada seguinte, Bisseck foi novamente emprestado, desta vez ao Vitória de Guimarães, mas ele não foi aproveitado no elenco principal, tendo jogado apenas pela equipe reserva (9 partidas) antes de ser liberado por empréstimo pela quarta vez na carreira: o destino do zagueiro seria o AGF, até o final da temporada. Depois de participar em 33 partidas oficiais e marcar um gol, Bisseck foi contratado em definitivo pelos De Hvii'e em outubro de 2021, tendo assinado até 2026.

### Internazionale

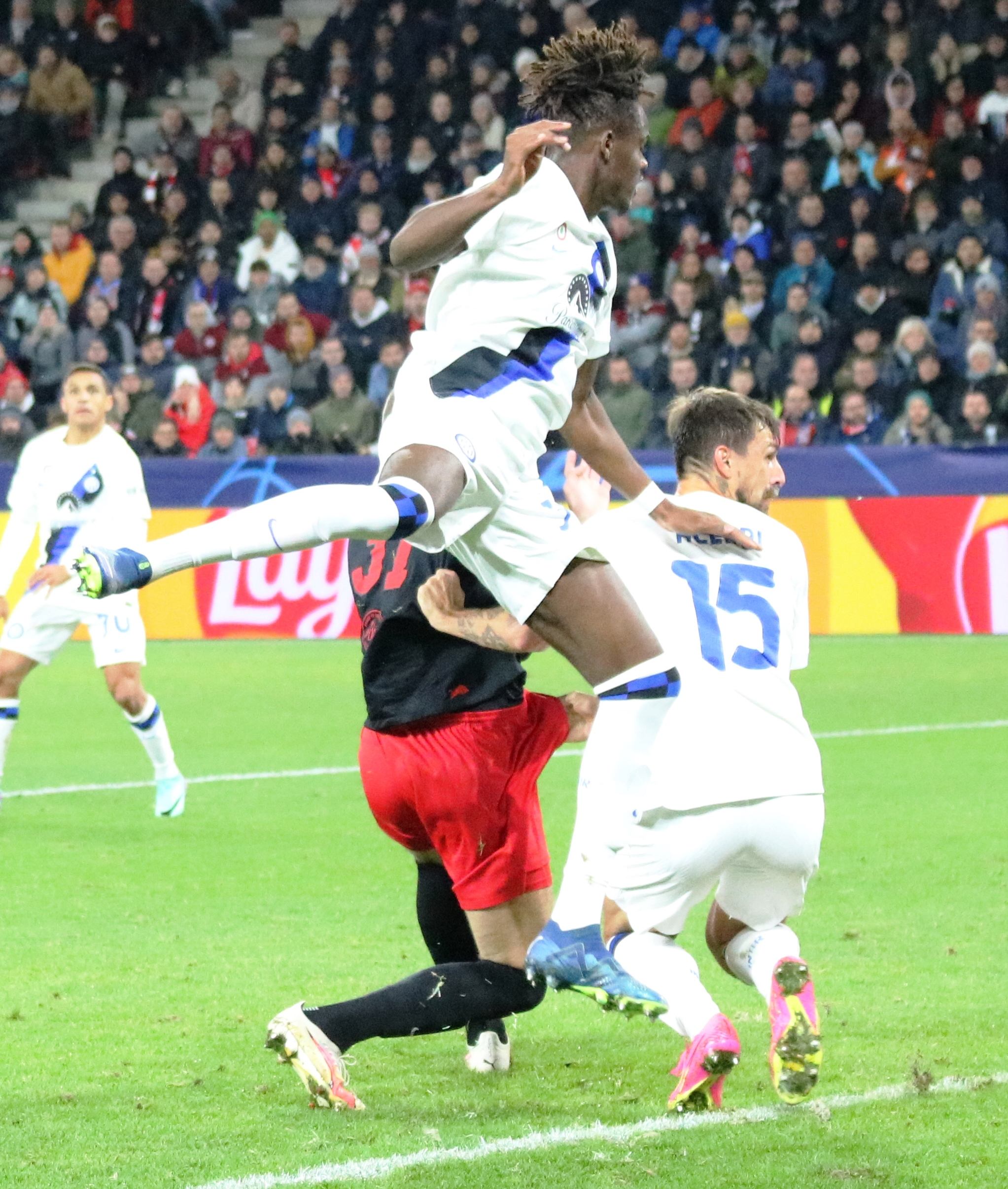
Bisseck durante o jogo entre Red Bull Salzburg e Internazionale, em 2023

Em julho de  2023, foi anunciada a contratação de Bisseck pela Internazionale, que pagou 7 milhões de euros mais bônus até 2028, estreando pelos Nerazzurri na primeira rodada da Série A, contra o Monza, e em dezembro do mesmo ano, marcou seu primeiro gol pela equipe na vitória por 2 a 0 sobre o Lecce.

## Carreira internacional
Descendente de camaroneses, Bisseck atuou pelas seleções de base da Alemanha entre 2016 e 2023

## Títulos

### Internazionale
- Supercopa da Itália: 2023[15]
- Campeonato Italiano – Série A: 2023–24[16]

### Individuais
- Medalha Fritz Walter: 2019 (Bronze)[17]